# 군마의 숲

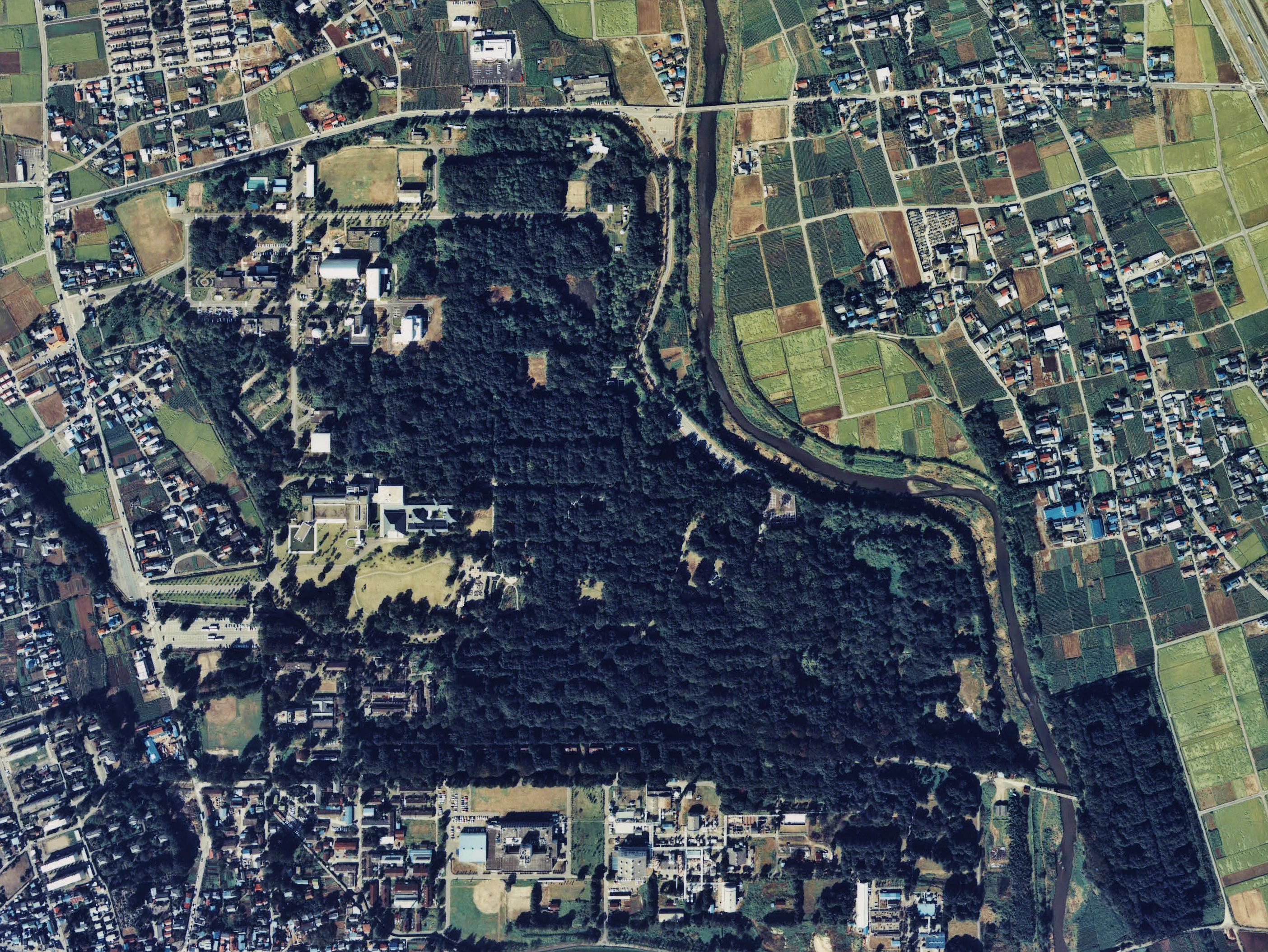

군마의 숲(일본어: 群馬の森 군마노모리[*])은 군마현 타카사키시에 소재한 현립 도시공원이다. 부지 일부는 국유지다. 공원 내에 군마현립 근대미술관과 군마현립 역사박물관 등의 시설이 있다.